# Субъект международного права
Субъе́кт междунаро́дного публи́чного пра́ва, Субъе́кт междунаро́дного пра́ва — участник международных отношений, обладающий международными правами и обязанностями, осуществляющий их на основе международного права и несущий в необходимых случаях международно-правовую ответственность.
Основной отличительной чертой субъектов международного права является юридическая способность к самостоятельным юридическим действиям, включая создание согласованных международно-правовых норм и независимому осуществлению прав и обязанностей, установленных этими нормами.

## Свойства субъектов
Если придерживаться классического взгляда на понимание субъекта международного права, то среди его свойств можно выделить три основных:
- Субъект международного права самостоятельно и автономно может осуществлять юридически значимые действия, среди которых, в первую очередь, можно выделить участие в создании международно-правовых согласованных норм.
- Субъект международного права независимо осуществляет возникшие на основе установленных международно-правовых согласованных норм права и обязанности.
- Субъект международного права также несёт международную ответственность за невыполнение международных обязанностей.

Однако существуют также иные точки зрения, согласно которым субъектом международного права может являться любой субъект, несущий права и обязанности, проистекающие из международно-правовых согласованных норм. Тем самым к субъектам международного права можно отнести и частных лиц (физических лиц, юридических лиц, транснациональные корпорации). Однако общепринятая точка зрения заключается в том, что субъектами международного публичного права признаются лишь те образования, которые создают правовые нормы. Вопрос о физических лицах как субъектах международного права до сих пор является спорным.

## Виды субъектов
Существует несколько классификаций субъектов международного права:
По своей природе:
- Основные субъекты (полные субъекты международного права, международные лица со всеми правами и обязанностями):
  - государства
  - Святой Престол (обладает суверенитетом над Государством-городом Ватикан)
- Дополнительные субъекты (частичные субъекты международного права, международные лица только в отношении некоторых объектов):
  - международные межправительственные организации (производные субъекты)
  - международные неправительственные организации (Международный комитет Красного Креста[7], Международная Федерация Обществ Красного Креста и Красного Полумесяца[8]).
  - Мальтийский орден, Европейский союз
  - повстанческие организации[9]
  - организации, признанные в качестве законного представителя какого-либо народа,[10][11] национально-освободительные движения — представляют народы, борющиеся за самоопределение
  - правительства в изгнании
  - вольные города
  - субъекты федерации (государства-члены), зависимые территории (вассальные государства)[12][13]

По характеру деятельности:
- Правоустанавливающие — субъекты международного публичного права
- Правоприменяющие (частные лица) — субъекты международного частного права

По отраслям международного публичного права:
- Субъекты права международной ответственности
- Субъекты международного экономического права
- Субъекты международного гуманитарного права
- Субъекты права консульских сношений
- Субъекты права дипломатических сношений и др.

## Международная правосубъектность
Правовой статус субъекта международного права определяется его правосубъектностью, которая, в общем плане, включает в себя:
- Основные общесубъектные права, свойственные всем субъектам международного права:

1. право взаимодействовать с другими субъектами международного права (через заключение международных договоров и соглашений, участие в международных конференциях)
2. право защиты своих прав специально предусмотренными средствами юридической защиты (например, через Международный суд ООН)
3. способность реализации своих прав и исполнения обязанностей, возложенных на субъект права

- Права и обязанности, свойственные конкретным видам субъектов международного права:

Государства:
1. способность заключать договоры и добросовестно соблюдать их нормы, а также следовать принципам международного права
2. способность быть членом международных организаций
3. способность участвовать в работе международных конференций
4. способность иметь свои представительства (дипломатические и консульские).

Международные организации (Определяется уставом организации и другими учредительными документами):
1. право заключать международные договоры
2. право на участие в международных отношениях посредством установления отношений с государствами и международными организациями
3. право пользоваться привилегиями и иммунитетами, предоставленными как организации, так и её сотрудникам
4. право рассматривать споры между участниками, а в некоторых случаях, и с не участвующими в данной организации государствами;
5. право применять санкции при нарушении международных обязательств[14].